# Ричардсон (планина)
Ричардсон (планина) (енгл. Richardson Mountains) је планински ланац који се налази западно од ушћа реке Макензи у северном Јукону у Канади. Венци Ричардсона иду паралелно са најсевернијим делом границе између Јукона и северозападних територија. Планина је добила име по арктичком истраживачу Џон Ричардстону
Иако неки извори сматрају да су планине Ричардсон део канадских стеновитих планина, уобичајена северна граница канадских стеновитих планина је река Лиард, која је јужније. Планине Ричардсон су подопсег ланца Брукс који се углавном налази на Аљасци.

## Географија
Ланац планине Ричардсон пролази дуж најсевернијег дела границе између северозападних територија и територије Јукон. То је део ланца Брукс, од којих се већина налази на Аљасци. Највиша тачка гребена је планина Хаир са висином од 1.240 метара. Аутопут Демпстер, који повезује градове Инувик (Северозападне територије) и Досон (Јукон), прелази опсег од севера ка југу. Године 1825. Џон Френклин је дао име гребену у част чувеног хирурга, природњака и поларног истраживача Џона Ричардсона, члана његове две арктичке експедиције.

## Фауна
Ниски огранци Ричардсоновог гребена су дом многих дивљих животиња, укључујући велике као што су:
- Ирваси, карибу
- Медведи, гризли
- Арктички вук и
- Овце танких рогова
- Мошусно говече и
- Лос

Једно од највећих крда карибуа, карибу од 130.000 јединки, мигрира у североисточни ланац Ричардсон почетком јула. Планинско подручје насељава преко 1.700 оваца Дал, а на нижим падинама гребена живе лосови.